# Governo di guerra Chamberlain
Neville Chamberlain formò il governo di guerra Chamberlain nel 1939, dopo la dichiarazione di guerra alla Germania. Chamberlain guidò il paese per i primi otto mesi della seconda guerra mondiale, fino a quando il dibattito sulla Norvegia in parlamento portò Chamberlain a dimettersi e Winston Churchill formare un nuovo governo.

## Storia
Il 3 settembre 1939, Neville Chamberlain, primo ministro del Regno Unito, ricostruì il suo governo esistente in modo da essere adatto alla seconda guerra mondiale. Il cambiamento più drammatico alla formazione ministeriale vide il ritorno di Winston Churchill come primo lord dell'ammiragliato. Altre modifiche includevano Lord Caldecote in sostituzione di Lord Maugham come lord cancelliere, Sir John Anderson  in sostituzione di Sir Samuel Hoare come segretario degli interni (Hoare divenne lord del sigillo privato con un incarico di ampio respiro) e il ritorno di Anthony Eden al governo come segretario di Stato per gli affari dei dominion. Tuttavia, l'amministrazione non era un vero governo di unità nazionale poiché era composta principalmente da conservatori con il sostegno di alcuni membri nazional-laburisti e liberali nazionali. Non c'erano rappresentanti del .Partito Laburista o del Partito Liberale.
Il governo era noto per essere un piccolo governo di guerra composto solo dai ministri principali e di servizio, con la maggior parte delle altre posizioni governative al di fuori del governo. Il governo di guerra comprendeva Chamberlain, Hoare, il cancelliere dello Scacchiere Sir John Simon, il ministro degli Esteri Lord Halifax, Churchill, il segretario di Stato per l'aeronautica Sir Kingsley Wood, il ministro per il Coordinamento della Difesa Lord Chatfield, Lord Hankey (come ministro senza portafoglio) ed il segretario di Stato per la Guerra Leslie Hore-Belisha. Oliver Stanley sostituì Hore-Belisha nel gennaio 1940 mentre Chatfield lasciò il governo di guerra nell'aprile 1940.
Il governo terminò il 10 maggio 1940 quando Chamberlain si dimise e gli successe Winston Churchill che formò la Coalizione di guerra.

## Governo

### Governo di guerra (settembre 1939 - maggio 1940)

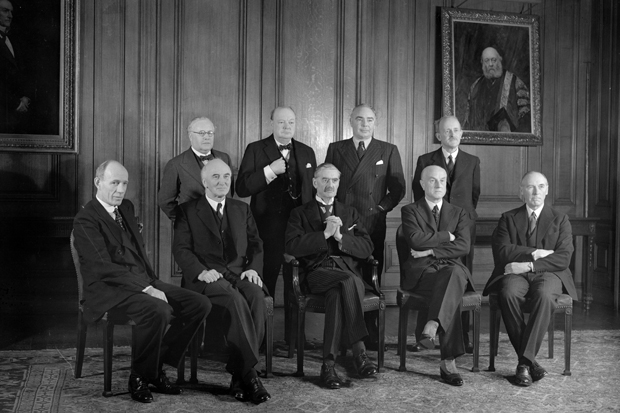
Il governo di guerra di Chamberlain nel settembre 1939. Da sinistra a destra: In piedi: Wood, Churchill, Hore-Belisha e Hankey. Prima fila: Halifax, Simon, Chamberlain, Hoare e Chatfield.

Allo scoppio della guerra, Chamberlain eseguì una ricostruzione su vasta scala del governo ed introdusse un piccolo governo di guerra che era il seguente:
- Neville Chamberlain – Primo ministro e Leader della Camera dei Comuni
- Sir Samuel Hoare – Lord del sigillo privato
- Sir John Simon – Cancelliere dello Scacchiere
- Lord Halifax – Segretario di Stato per gli affari esteri
- Leslie Hore-Belisha – Segretario di Stato per la guerra
- Sir Kingsley Wood – Segretario di Stato per l'aeronautica
- Winston Churchill – Primo lord dell'ammiragliato
- Lord Chatfield – Ministro per il Coordinamento della Difesa
- Lord Hankey – Ministro senza portafoglio

#### Cambiamenti
- Gennaio 1940 – Oliver Stanley succede a Leslie Hore-Belisha come Segretario di Stato per la guerra.
- Aprile 1940 – Hoare scambia la carica di lord del sigillo privato con Wood per la carica di segretario di Stato per l'aeronautica. Lord Chatfield lascia il governo e la carica di Ministro per il Coordinamento della Difesa viene abolita.

### Titolari di cariche chiave non nel governo
- Lord Caldecote – Lord cancelliere
- Lord Stanhope – Lord presidente del Consiglio e Leader della Camera dei lord
- Sir John Anderson – Segretario di Stato per gli affari interni
- Malcolm MacDonald – Segretario di Stato per le Colonie
- Anthony Eden – Segretario di Stato per gli affari dei dominion
- Lord Zetland – Segretario di Stato per l'India e la Birmania
- John Colville – Segretario di Stato per la Scozia
- Oliver Stanley – Presidente del Board of Trade
- Lord De La Warr – Presidente del Board of Education
- Sir Reginald Dorman-Smith – Ministro dell'agricoltura
- Ernest Brown – Ministro del lavoro e del servizio nazionale
- Walter Elliot – Ministro della salute
- Euan Wallace – Ministro dei trasporti
- Leslie Burgin – Ministro dell'approvvigionamento
- William Shepherd Morrison – Ministro dell'alimentazione e Cancelliere del Ducato di Lancaster
- Herwald Ramsbotham – Primo commissario ai lavori
- Lord Macmillan – Ministro dell'informazione
- Ronald Cross – Ministro della guerra economica
- Sir Walter Womersley – Ministro delle pensioni
- George Tryon – Direttore generale delle poste
- Lord Winterton – Paymaster-General
- Sir Donald Somervell – Procuratore generale
- Sir Terence O'Connor – Sollecitatore generale
- David Margesson – Chief whip

#### Cambiamenti
- Ottobre 1939 – Viene creata la posizione di Ministro della navigazione, con Sir John Gilmour come primo titolare.
- Novembre 1939 – Lord Winterton si dimette da Paymaster-General e non viene nominato alcun successore.
- Gennaio 1940 – Oliver Stanley diventa segretario di Stato per la guerra e membro del governo di guerra in successione a Leslie Hore-Belisha (dimessosi) (vedi sopra) e viene succeduto come Presidente del Board of Trade da Andrew Duncan. Lord Macmillan si dimette da ministro dell'Informazione e gli succede Sir John Reith.
- Aprile 1940 – Robert Hudson succede a Sir John Gilmour (deceduto) come Ministro della navigazione. Lord De La Warr scambia la carica di Presidente del Board of Education con Herwald Ramsbotham per la carica di Primo commissario ai lavori. William Shepherd Morrison scambia la carica di Cancelliere del Ducato di Lancaster con la carica di Direttore generale delle poste con George Tryon e viene succeduto come ministro dell'Alimentazione da Lord Woolton.
- Maggio 1940 – Sir Terence O'Connor muore e non viene nominato nessun nuovo sollecitatore generale prima della caduta del governo.

## Ministri
I membri del governo sono sottolineati in grassetto.
| Carica                                                                   | Name                          | Partito | Partito               | Date                              | Note                                                                                |
| ------------------------------------------------------------------------ | ----------------------------- | ------- | --------------------- | --------------------------------- | ----------------------------------------------------------------------------------- |
| Primo ministroPrimo lord del tesoroLeader della Camera dei Comuni        | Neville Chamberlain           |         | Conservatore          | 3 settembre 1939 - 10 maggio 1940 | Membro del governo di guerra                                                        |
| Lord cancelliere                                                         | Il visconte Caldecote         |         | Conservatore          | 3 settembre 1939                  |                                                                                     |
| Lord presidente del ConsiglioLeader della Camera dei Lord                | Il conte Stanhope             |         | Conservatore          | 3 settembre 1939                  |                                                                                     |
| Lord del sigillo privato                                                 | Sir Samuel Hoare, Bt          |         | Conservatore          | 3 settembre 1939                  | Membro del governo di guerra                                                        |
| Lord del sigillo privato                                                 | Sir Kingsley Wood             |         | Conservatore          | 3 aprile 1940                     |                                                                                     |
| Cancelliere dello Scacchiere                                             | Sir John Simon                |         | Liberale Nazionale    | Settembre 1939                    | Membro del governo di guerra                                                        |
| Segretario parlamentare al tesoro                                        | David Margesson               |         | Conservatore          | Settembre 1939                    |                                                                                     |
| Segretario finanziario al tesoro                                         | Harry Crookshank              |         | Conservatore          | Settembre 1939                    |                                                                                     |
| Lord commissari del tesoro                                               | James Stuart                  |         | Conservatore          | Settembre 1939 - 10 maggio 1940   |                                                                                     |
| Lord commissari del tesoro                                               | Thomas Dugdale                |         | Conservatore          | Settembre 1939 - 12 febbraio 1940 |                                                                                     |
| Lord commissari del tesoro                                               | Patrick Munro                 |         | Conservatore          | Settembre 1939 - 10 maggio 1940   |                                                                                     |
| Lord commissari del tesoro                                               | Stephen Furness               |         | Liberale Nazionale    | Settembre 1939 - 10 maggio 1940   |                                                                                     |
| Lord commissari del tesoro                                               | Sir James Edmondson           |         | Conservatore          | Settembre 1939 - 13 novembre 1939 |                                                                                     |
| Lord commissari del tesoro                                               | Patrick Buchan-Hepburn        |         | Conservatore          | 13 novembre 1939 - 10 maggio 1940 |                                                                                     |
| Lord commissari del tesoro                                               | William Boulton               |         | Conservatore          | 12 febbraio 1940 - 10 maggio 1940 |                                                                                     |
| Segretario di Stato per gli affari esteri                                | Il visconte Halifax           |         | Conservatore          | Settembre 1939                    | Membro del governo di guerra                                                        |
| Sottosegretario di Stato parlamentare per gli affari esteri              | R. A. Butler                  |         | Conservatore          | Settembre 1939 - 10 maggio 1940   |                                                                                     |
| Segretario di Stato per gli affari interni                               | Sir John Anderson             |         | Nazionale             | 3 settembre 1939                  |                                                                                     |
| Sottosegretario di Stato per gli affari interni                          | Osbert Peake                  |         | Conservatore          | Settembre 1939                    |                                                                                     |
| Segretario parlamentare al Ministero della Sicurezza Interna             | Alan Lennox-Boyd              |         | Conservatore          | 6 settembre 1939                  |                                                                                     |
| Segretario parlamentare al Ministero della Sicurezza Interna             | William Mabane                |         | Liberale Nazionale    | 24 ottobre 1939                   |                                                                                     |
| Primo lord dell'ammiragliato                                             | Winston Churchill             |         | Conservatore          | 3 settembre 1939                  | Membro del governo di guerra                                                        |
| Segretario parlamentare e finanziario all'ammiragliato                   | Geoffrey Shakespeare          |         | Liberale Nazionale    | Settembre 1939                    |                                                                                     |
| Segretario parlamentare e finanziario all'ammiragliato                   | Sir Victor Warrender, Bt      |         | Conservatore          | 3 aprile 1940                     |                                                                                     |
| Lord civile dell'ammiragliato                                            | Sir Austin Hudson, Bt         |         | Conservatore          | Settembre 1939                    |                                                                                     |
| Ministro dell'agricoltura e della pesca                                  | Sir Reginald Dorman-Smith     |         | Conservatore          | Settembre 1939                    |                                                                                     |
| Segretario parlamentare al Ministero dell'agricoltura e della pesca      | Lord Denham                   |         | Conservatore          | 19 settembre 1939                 |                                                                                     |
| Segretario di Stato per l'aeronautica                                    | Sir Kingsley Wood             |         | Conservatore          | Settembre 1939                    | Membro del governo di guerra                                                        |
| Segretario di Stato per l'aeronautica                                    | Sir Samuel Hoare, Bt          |         | Conservatore          | 3 aprile 1940                     | Membro del governo di guerra                                                        |
| Sottosegretario di Stato per l'aeronautica                               | Harold Balfour                |         | Conservatore          | Settembre 1939                    |                                                                                     |
| Segretario di Stato per le Colonie                                       | Malcolm MacDonald             |         | Nazional Laburista    | Settembre 1939                    |                                                                                     |
| Sottosegretario di Stato per le Colonie                                  | Il marchese di Dufferin e Ava |         | Conservatore          | Settembre 1939                    |                                                                                     |
| Ministro per il Coordinamento della Difesa                               | Lord Chatfield                |         | Indipendente          | Settembre 1939                    | Membro del governo di guerra fino al 3 aprile 1940; carica abolita il 3 aprile 1940 |
| Segretario di Stato per gli affari dei dominion                          | Anthony Eden                  |         | Conservatore          | 3 settembre 1939                  |                                                                                     |
| Sottosegretario di Stato per gli affari dei dominion                     | Il duca di Devonshire         |         | Conservatore          | Settembre 1939                    |                                                                                     |
| Ministro della guerra economica                                          | Ronald Cross                  |         | Conservatore          | 3 settembre 1939                  |                                                                                     |
| Presidente del Board of Education                                        | Il conte De La Warr           |         | Nazional Laburista    | Settembre 1939                    |                                                                                     |
| Presidente del Board of Education                                        | Herwald Ramsbotham            |         | Conservatore          | 3 aprile 1940                     |                                                                                     |
| Segretario parlamentare al Board of Education                            | Kenneth Lindsay               |         | Nazional Laburista    | Settembre 1939                    |                                                                                     |
| Ministro dell'alimentazione                                              | William Morrison              |         | Conservatore          | 4 settembre 1939                  | Combinato al Ducato di Lancaster                                                    |
| Ministro dell'alimentazione                                              | Lord Woolton                  |         | Conservatore          | 3 aprile 1940                     |                                                                                     |
| Segretario parlamentare al Ministero dell'alimentazione                  | Alan Lennox-Boyd              |         | Conservatore          | 11 ottobre 1939                   |                                                                                     |
| Ministro della salute                                                    | Walter Elliot                 |         | Conservatore          | Settembre 1939                    |                                                                                     |
| Segretario parlamentare al Ministero della salute                        | Florence Horsbrugh            |         | Conservatore          | Settembre 1939                    |                                                                                     |
| Segretario di Stato per l'India e la Birmania                            | Il marchese di Zetland        |         | Conservatore          | Settembre 1939                    |                                                                                     |
| Sottosegretario di Stato per l'India e la Birmania                       | On. Sir Hugh O'Neill          |         | Unionista dell'Ulster | 11 settembre 1939                 |                                                                                     |
| Ministro dell'informazione                                               | Lord Macmillan                |         | Conservatore          | 4 settembre 1939                  |                                                                                     |
| Ministro dell'informazione                                               | Sir John Reith                |         | Nazionale             | 5 gennaio 1940                    |                                                                                     |
| Segretario parlamentare al Ministero dell'informazione                   | Sir Edward Grigg              |         | Conservatore          | 19 settembre 1939                 | Carica vacante il 3 aprile 1940                                                     |
| Ministro del lavoro e del servizio nazionale                             | Ernest Brown                  |         | Liberale Nazionale    | 3 settembre 1939                  |                                                                                     |
| Segretario parlamentare al Ministero del lavoro e del servizio nazionale | Ralph Assheton                |         | Conservatore          | 6 settembre 1939                  |                                                                                     |
| Cancelliere del Ducato di Lancaster                                      | William Morrison              |         | Conservatore          | Settembre 1939                    | Dal 4 settembre 1939 al 3 aprile 1940 combinato con il Ministero dell'alimentazione |
| Cancelliere del Ducato di Lancaster                                      | George Tryon                  |         | Conservatore          | 3 aprile 1940                     | Lord Tryon                                                                          |
| Paymaster General                                                        | Il conte Winterton            |         | Conservatore          | Settembre 1939                    |                                                                                     |
| Paymaster General                                                        | Vacante                       |         |                       | Novembre 1939                     |                                                                                     |
| Ministro delle pensioni                                                  | Sir Walter Womersley          |         | Conservatore          | Settembre 1939                    |                                                                                     |
| Ministro senza portafoglio                                               | Lord Hankey                   |         | Indipendente          | 3 settembre 1939 - 10 maggio 1940 | Membro del governo di guerra                                                        |
| Direttore generale delle poste                                           | George Tryon                  |         | Conservatore          | Settembre 1939                    |                                                                                     |
| Direttore generale delle poste                                           | William Morrison              |         | Conservatore          | 3 aprile 1940                     |                                                                                     |
| Assistente direttore generale delle poste                                | William Mabane                |         | Liberale Nazionale    | Settembre 1939                    |                                                                                     |
| Assistente direttore generale delle poste                                | Charles Waterhouse            |         | Conservatore          | 24 ottobre 1939                   |                                                                                     |
| Segretario di Stato per la Scozia                                        | John Colville                 |         | Conservatore          | Settembre 1939                    |                                                                                     |
| Sottosegretario di Stato per la Scozia                                   | John McEwen                   |         | Conservatore          | 6 settembre 1939                  |                                                                                     |
| Ministro della navigazione                                               | Sir John Gilmour, Bt          |         | Conservatore          | 13 ottobre 1939                   |                                                                                     |
| Ministro della navigazione                                               | Robert Hudson                 |         | Conservatore          | 3 aprile 1940                     |                                                                                     |
| Segretario parlamentare al Ministero della navigazione                   | Sir Arthur Salter             |         | Conservatore          | 13 novembre 1939                  |                                                                                     |
| Ministro dell'approvigionamento                                          | Leslie Burgin                 |         | Liberale Nazionale    | Settembre 1939                    |                                                                                     |
| Segretario parlamentare al Ministero dell'approvigionamento              | John Llewellin                |         | Conservatore          | Settembre 1939                    |                                                                                     |
| Presidente del Board of Trade                                            | On. Oliver Stanley            |         | Conservatore          | Settembre 1939                    |                                                                                     |
| Presidente del Board of Trade                                            | Sir Andrew Duncan             |         | Nazionale             | 5 gennaio 1940                    |                                                                                     |
| Segretario parlamentare al Board of Trade                                | Gwilym Lloyd George           |         | Indipendente Liberale | 6 settembre 1939                  |                                                                                     |
| Segretario per il commercio oltremare                                    | Robert Hudson                 |         | Conservatore          | Settembre 1939                    |                                                                                     |
| Segretario per il commercio oltremare                                    | Geoffrey Shakespeare          |         | Liberale Nazionale    | 3 aprile 1940                     |                                                                                     |
| Segretario per le miniere                                                | Geoffrey Lloyd                |         | Conservatore          | Settembre 1939                    |                                                                                     |
| Ministro dei trasporti                                                   | Euan Wallace                  |         | Conservatore          | Settembre 1939                    |                                                                                     |
| Segretario parlamentare al Ministero dei trasporti                       | Robert Bernays                |         | Liberale Nazionale    | Settembre 1939                    |                                                                                     |
| Segretario di Stato per la guerra                                        | Leslie Hore-Belisha           |         | Liberale Nazionale    | Settembre 1939                    | Membro del governo di guerra                                                        |
| Segretario di Stato per la guerra                                        | On. Oliver Stanley            |         | Conservatore          | 5 gennaio 1940                    | Membro del governo di guerra                                                        |
| Sottosegretario di Stato per la guerra                                   | Il visconte Cobham            |         | Conservatore          | 19 settembre 1939                 |                                                                                     |
| Segretario finanziario al Ministero della guerra                         | Sir Victor Warrender, Bt      |         | Conservatore          | Settembre 1939                    |                                                                                     |
| Segretario finanziario al Ministero della guerra                         | Sir Edward Grigg              |         | Conservatore          | 3 aprile 1940                     |                                                                                     |
| Primo commissario ai lavori                                              | Herwald Ramsbotham            |         | Conservatore          | Settembre 1939                    |                                                                                     |
| Primo commissario ai lavori                                              | Il conte De La Warr           |         | Nazional Laburista    | 3 aprile 1940                     |                                                                                     |
| Procuratore generale                                                     | Sir Donald Somervell          |         | Conservatore          | Settembre 1939                    |                                                                                     |
| Sollecitatore generale                                                   | Sir Terence O'Connor          |         | Conservatore          | Settembre 1939                    |                                                                                     |
| Lord avvocato                                                            | Thomas Cooper                 |         | Conservatore          | Settembre 1939                    |                                                                                     |
| Sollecitatore generale per la Scozia                                     | James Reid                    |         | Conservatore          | Settembre 1939                    |                                                                                     |
| Tesoriere d'Inghilterra                                                  | Charles Waterhouse            |         | Conservatore          | Settembre 1939                    |                                                                                     |
| Tesoriere d'Inghilterra                                                  | Robert Grimston               |         | Conservatore          | 12 novembre 1939                  |                                                                                     |
| Controllore d'Inghilterra                                                | Charles Kerr                  |         | Liberale Nazionale    | Settembre 1939                    |                                                                                     |
| Viceciambellano d'Inghilterra                                            | Robert Grimston               |         | Conservatore          | Settembre 1939                    |                                                                                     |
| Viceciambellano d'Inghilterra                                            | Sir James Edmondson           |         | Conservatore          | 12 novembre 1939                  |                                                                                     |
| Capitano dei Gentlemen-at-Arms                                           | Il conte di Lucan             |         | Conservatore          | Settembre 1939                    |                                                                                     |
| Capitano della Yeomen of the Guard                                       | Lord Templemore               |         | Conservatore          | Settembre 1939                    |                                                                                     |
| Lord in attesa                                                           | Il conte di Fortescue         |         | Conservatore          | Settembre 1939 - 10 maggio 1940   |                                                                                     |
| Lord in attesa                                                           | Il conte di Birkenhead        |         | Conservatore          | Settembre 1939 - 10 maggio 1940   |                                                                                     |
| Lord in attesa                                                           | Il visconte Bridport          |         | Conservatore          | Settembre 1939 - 10 maggio 1940   |                                                                                     |
| Lord in attesa                                                           | Lord Ebury                    |         | Conservatore          | Settembre 1939 - 10 maggio 1940   |                                                                                     |